# Rising Star (format telewizyjny)
Rising Star (pol. Wschodząca gwiazda) – międzynarodowy format telewizyjny typu talent show. Oryginalnie powstał w 2013 roku w Izraelu, gdzie jest znany jako Ha-Kochaw Ha-Ba.

## Format
W przeciwieństwie do innych konkursów telewizyjnych z udziałem osób śpiewających, Rising Star televotingu, czyli głosowania widzów.  Podczas każdego występu publiczność i widzowie mogą decydować w czasie rzeczywistym, czy uczestnik zostanie przeniesiony do następnej rundy, korzystając z mobilnej aplikacji do głosowania.

### Przesłuchania
Uczesfniczy nie są ogłaszaie z góry, a imiona są wywoływane losowo z poczekalni, w której się gromadzą. Tylko ograniczona liczba oczekujących zawodników ma szansę na faktyczne wystąpienie podczas tego dnia.   Gdy kandydat wchodzi na scenę, gospodarz prowadzi z nim bardzo krótką rozmowę. Po odliczeniu trzech sekund kandydat musi zacząć występować za ekranem o nazwie „Ściana”. Z początkiem głosowania rozpoczyna się głosowanie. Zarejestrowani wyborcy mają możliwość głosowania po prostu „tak” lub „nie”.  Brak głosów jest również uważany za głos „nie”. Jeśli panelista (z wyłączeniem prowadzącego) zagłosuje tak, kolejne 7% jest dodawane do wyniku zawodnika. Twarze panelistów głosujących „tak” będą również wyświetlane w znacznie większych ramkach.  Gdy zawodnik osiągnie 70%–80% głosów Tak ściana zostaje podniesiona i zawodnik przechodzi do następnej rundy konkursu.

### Pojedynki
Zawodnicy, którzy przejdą przesłuchanie, są parowani przez ekspertów, aby zmierzyć się w pojedynku. Pierwszy zawodnik, który zaśpiewa jest wybrany przez rzut monetą przed koncertem. Śpiewa on ze ścianą do góry i wyznacza reper dla drugiego zawodnika. Drugi zawodnik śpiewa ze ścianą w dół. Jeśli drugi uczestnik zdobędzie łączną liczbę głosów pierwszego uczestnika, ściana wzrośnie, a drugi zawodnik przejdzie do następnej rundy, podczas gdy pierwszy zawodnik zostanie wyeliminowany; jeśli drugi zawodnik nie podniesie ściany, drugi zawodnik zostaje wyeliminowany i pierwszy zawodnik zostaje w konkursie.

### Eliminacje, ćwierćfinały, półfinały i finał
Po rundach pojedynków połowa uczestników występuje ze ścianą do góry, po czym zawodnik z najniższą liczbą głosów zostaje umieszczony na „gorącym miejscu”.  Kolejni zawodnicy występują ze ścianą opuszczoną i muszą podnieść całkowitą liczbę głosów zawodnika na gorącym siedzeniu, aby podnieść ścianę.  Jeśli im się to uda, zawodnik na „gorącym miejscu” zostanie wyeliminowany, zawodnik z następną najniższą liczbą głosów zostanie umieszczony na gorącym miejscu, a występujący zawodnik zostanie tymczasowo wykwalifikowany;  w przeciwnym razie występujący zawodnik zostanie wyeliminowany, jeśli nie podniesie ściany.  Trwa to do momentu wyeliminowania pozostałych zawodników z najniższą liczbą głosów.  Na tym etapie głos każdego panelu liczy się jako 5%.
Ćwierćfinały i półfinały mają ten sam format, z wyjątkiem mniejszej wagi głosów panelistów (3% w ćwierćfinałach i 1% w półfinałach). 
Podczas finału zawodnicy zostają sparowani w pojedynku. Pierwszy zawodnik śpiewa ze ścianą do góry i ustanawia reper (punkt odniesienia) dla drugiego zawodnika. Drugi zawodnik śpiewa ze ścianą w dół. Jeśli drugi uczestnik otrzyma wyższy procent głosów, wówczas ściana wzrośnie, a drugi zawodnik przejdzie do następnej rundy pojedynków. Jeśli jednak procent drugiego zawodnika jest niższy niż pierwszego zawodnika, ściana pozostaje opuszczona, a zawodnik zostaje wyeliminowany. W drugiej rundzie dwaj zawodnicy, którzy przeszli, będą pojedynkować się ze sobą drugą piosenką.  l Zawodnik z wyższym procentem głosów zostaje zwycięzcą edycji Rising Star.

## Rising Stardookoła świata
Po sukcesie izraelskiek wersji formatu w 2013, siele stacji telewizyjnych na całym świecie wykupiło prawa do formatu i zaczęło nadawać podobne seriale. Amerykańska sieć telewizyjna ABC, pierwszą edycję rozpoczęła w czerwcu 2014 na żywo z Los Angeles w strefach czasowych wschodniej, środkowej i górskiej (USA). 
Wersja amerykańska trwała pełny 10-odcinkowy sezon, zanim została anulowana z powodu niskiej oglądalności.  Niemiecki nadawca nadawca RTL Television uruchomił wersję niemieckojęzycną w Niemczech.  Po pierwszych kilku odcinkach programu telewizja RTL anulowała Rising Star Germany i skróciła sezon do 7 odcinków; zwycięzca został ustalony na podstawie specjalnego finału, a nie artystów z całego sezonu.
W Wielkiej Brytanii kanał ITV wykupił prawa, ale anulował planowaną premierę z powodu niższej niż oczekiwano oglądalności (podobnie jak w Niemczech i Stanach Zjednoczonych.

## Wersje formatu
Niektóre wersje formatu w różnych krajach to:
| Kraj      | Nazwa                 | Lata emisji | Nadawca   |
| --------- | --------------------- | ----------- | --------- |
| Izrael    | HaKochaw HaBa         | od 2013     | Keszet 12 |
| Indie     | Rising Star India     | od 2017     | Colors TV |
| Indonezja | Rising Star Indonesia | 2014-2019   | RCTI      |
| Rosja     | Артист (Artist)       | 2014        | Rossija 1 |